# The National
The National là một ban nhạc indie rock người Mỹ thành lập tại Cincinnati, Ohio, Mỹ vào năm 1999, và hiện tại có trụ sở tại Brooklyn. Lời bài hát của ban nhạc được mô tả là "đen tối, u sầu và khó giải thích", được sáng tác và hát bởi Matt Berninger. Âm nhạc được soạn và biển diễn bởi Aaron Dessner (guitar và bàn phím), Bryce Dessner (guitar), Scott Devendorf (bass) và Bryan Devendorf (trống). Ban nhạc đã phát hành sáu album, và album gần nhất, Trouble Will Find Me, phát hành vào tháng 5 năm 2013 được đề cử giải Grammy cho album Alternative xuất sắc nhất.

## Thành viên ban nhạc
- Matt Berninger - hát chính (1999–nay)
- Aaron Dessner - guitar, bass, piano, bàn phím, harmonica, hát phụ (1999–nay)
- Bryce Dessner - guitar, bàn phím, hát phụ (2001–nay)
- Bryan Devendorf - drums, bộ gõ, hát phụ (1999–nay)
- Scott Devendorf - bass, guitar, hát phụ (1999–nay)

## Phong cách âm nhạc
Phong cách âm nhạc của ban nhạc chủ yếu là indie rock và post-punk revival. Hát chính Matt Berninger được biết đến với giọng baritone (nam trung) cổ điển. The National được so sánh với Joy Division, Leonard Cohen, Wilco, Depeche Mode, U2 và Nick Cave & the Bad Seeds.

## Quá trình viết nhạc
Aaron và Bryce Dessner sáng tác và phát triển âm nhạc trong khi Matt Berninger viết lời cho phần nhạc mà Aaron và Bryce đã làm. Matt nói rằng giai điệu tới đầu tiên và rồi từ ngữ và hình ảnh đến để kết hợp với giai điệu. "Tôi không bao giờ ngồi và lắp đầy sáng tác với từ ngữ."

## Đĩa nhạc
- The National (2001)
- Sad Songs for Dirty Lovers (2003)
- Alligator (2005)
- Boxer (2007)
- High Violet (2010)
- Trouble Will Find Me (2013)
- Sleep Well Beast (2017)
- I Am Easy to Find (2019)
- First Two Pages of Frankenstein (2023)
- Laugh Track (2023)